# Noatun
Noatun — медіаплеєр із проєкту KDE. Noatun базується на архітектурі плагіна, який можна завантажувати та вивантажувати під час виконання. Плагіни в Noatun піклуються про все, що можна використовувати в програмі. Його категорії: графічні інтерфейси, списки відтворення, візуалізації та інші.